# Supercoppa dei Paesi Bassi 2009
La Supercoppa dei Paesi Bassi 2009 (ufficialmente Johan Cruijff Schaal XIV) è stata la ventesima edizione della Johan Cruijff Schaal.
Si è svolta il 25 luglio 2009 all'Amsterdam ArenA tra l'AZ Alkmaar, vincitore della Eredivisie 2008-2009, e lo Heerenveen, vincitore della KNVB beker 2008-2009. 
A conquistare il titolo è stato l'AZ Alkmaar che ha vinto per 5-1 con reti di Brett Holman, Mounir El Hamdaoui, Maarten Martens e Jeremain Lens (doppietta).

## Partecipanti
| Squadre    | Qualificazione                       | Partecipazioni precedenti (il grassetto indica la vittoria) |
| ---------- | ------------------------------------ | ----------------------------------------------------------- |
| AZ Alkmaar | Vincitore della Eredivisie 2008-2009 | Nessuna                                                     |
| Heerenveen | Vincitore della KNVB beker 2008-2009 | Nessuna                                                     |

## Tabellino
| Arbitro: | Kuipers |

|                 |           |                                                     |
| Papadopulos 60’ | Marcatori | 15’ Holman 25’ El Hamdaoui 28’ Martens 67’ 87’ Lens |

| Heerenveen | AZ Alkmaar |

### Formazioni
| Heerenveen:   |    |                      |     |     |
|               |    |                      |     |     |
| P             | 1  | Kenny Steppe         |     |     |
| D             | 19 | Daryl Janmaat        |     |     |
| D             | 4  | Michel Breuer        | 10’ |     |
| D             | 6  | Igor Đurić           |     | 70’ |
| D             | 20 | Goran Popov          |     |     |
| C             | 15 | Michal Švec          |     |     |
| C             | 17 | Christian Grindheim  |     | 81’ |
| C             | 7  | Viktor Elm           |     |     |
| C             | 8  | Roy Beerens          |     |     |
| A             | 11 | Michal Papadopulos   |     |     |
| A             | 35 | Gerald Sibon         |     | 81’ |
| Sostituzioni: |    |                      |     |     |
| D             | 3  | Kristian Bak Nielsen |     | 70’ |
| A             | 12 | Paulo Henrique       |     | 81’ |
| A             | 21 | Bonaventure Kalou    |     | 81’ |
| Allenatore:   |    |                      |     |     |
| Trond Sollied |    |                      |     |     |

| AZ Alkmaar:     |    |                       |  |     |
|                 |    |                       |  |     |
| P               | 22 | Sergio Romero         |  | 88’ |
| D               | 2  | Kew Jaliens           |  |     |
| D               | 25 | Niklas Moisander      |  |     |
| D               | 4  | Héctor Moreno         |  |     |
| D               | 5  | Sébastien Pocognoli   |  |     |
| C               | 27 | Brett Holman          |  |     |
| C               | 6  | David Mendes da Silva |  |     |
| C               | 8  | Stijn Schaars (c)     |  |     |
| C               | 11 | Maarten Martens       |  | 66’ |
| A               | 10 | Mounir El Hamdaoui    |  | 81’ |
| A               | 7  | Jeremain Lens         |  |     |
| A disposizione: |    |                       |  |     |
| A               | 18 | Moussa Dembélé        |  | 66’ |
| C               | 23 | Nick van der Velden   |  | 81’ |
| P               | 1  | Joey Didulica         |  | 88’ |
| Allenatore:     |    |                       |  |     |
| Ronald Koeman   |    |                       |  |     |